# دارل هموند
دارل هموند (به انگلیسی: Darrell Hammond) (زاده ۸ اکتبر ۱۹۵۵) بازیگر آمریکایی است.
از فیلم‌های معروف او می‌توان به دقیقه نیویورک، فیلم ترسناک ۳، میانبر به خوشبختی، وینرز و فیلم ترسناک ۵ و سریال‌ نظم و قانون: واحد قربانیان ویژه اشاره کرد.